# Alfredo Casella
Alfredo Casella (Torino, 1883. július 25. – Róma, 1947. március 5.) olasz zeneszerző, zongoraművész és karmester.

## Élete és művészete
A piemonti fővárosban született, Carlo Casella és Maria Uordino gyermekeként. Családjában számos muzsikust találunk: nagyapja, Paganini barátja, első csellista a lisszaboni San Carlo színház zenekarában, egyébként pedig a torinói Cappella reale (királyi kápolna) zenekarának szólistája volt. Édesapja szintén kiváló csellista volt, mint ahogy bátyjai, Cesare és Gioachino is. Édesanyja zongorista volt, tőle kapta első zenei leckéit.

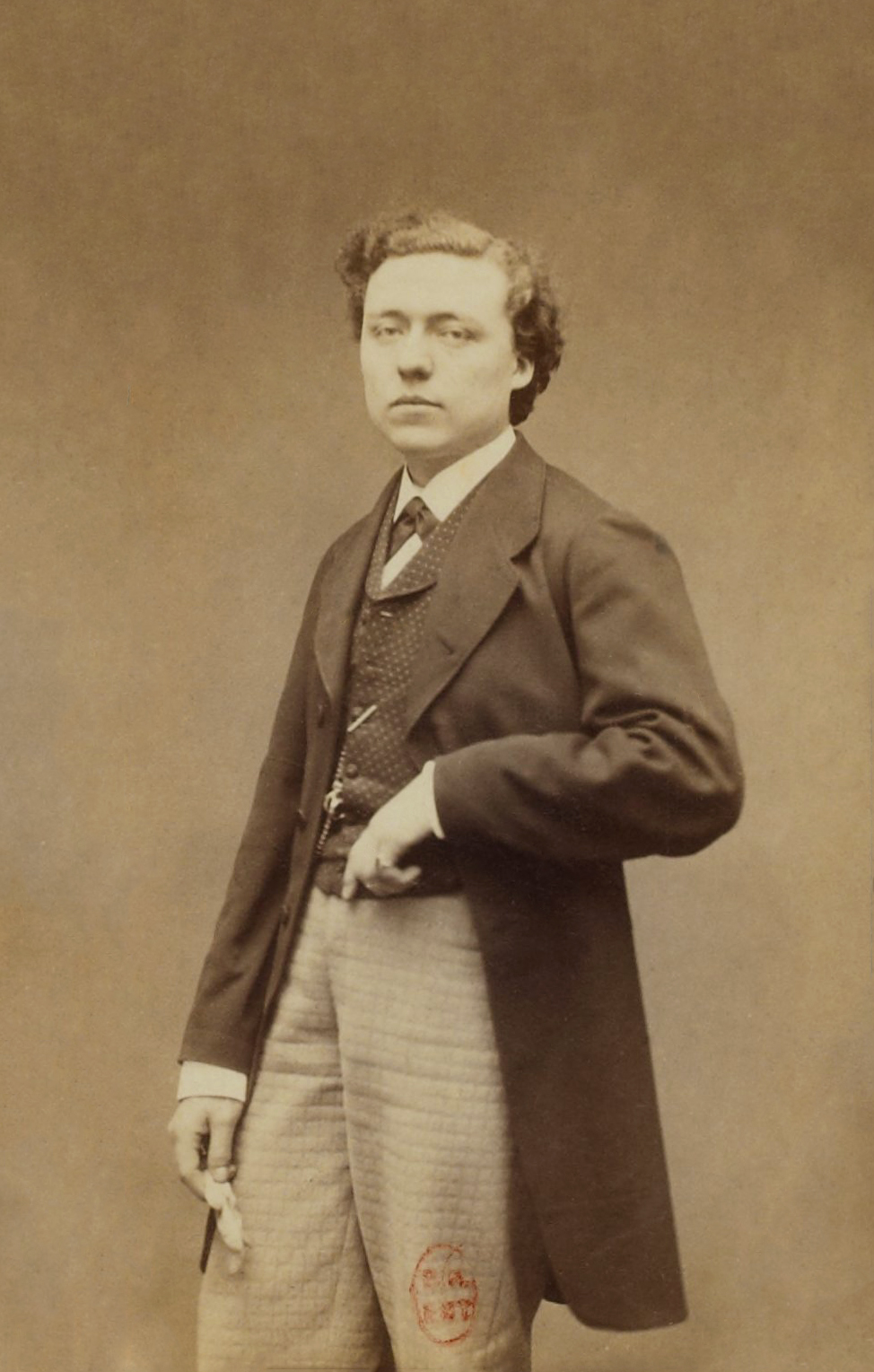
Louis Diémer, Casella zongoratanára, 1860 körül

1896-ban, tizenhárom évesen beiratkozott a Párizsi Konzervatóriumba, ahol zongorára Louis Diémer, zeneszerzésre Gabriel Fauré tanította. Iskolatársa volt egyebek közt George Enescu és Maurice Ravel is. Párizsi tartózkodása alatt megismerkedett Claude Debussyvel, Igor Stravinskyvel és Manuel de Fallával, de kapcsolatban állt Ferruccio Busonival, Gustav Mahlerral és Richard Strauss-szal is.
Casella mélységes csodálattal fordult Debussy alkotásai felé, miután 1898-ban hallotta az Egy faun délutánja (Prélude à l'après-midi d'un faune című kompozícióját, de ebben a korszakban szerzett műveit inkább a romantikus hangvétel jellemezte (Strauss és Mahler hatására), nem fordult az impresszionizmus felé. Első szimfóniája ebből az időszakból származik, és Casella e művével debütált karmesterként, amikor a monte-carlói premiert vezényelte, 1908-ban.

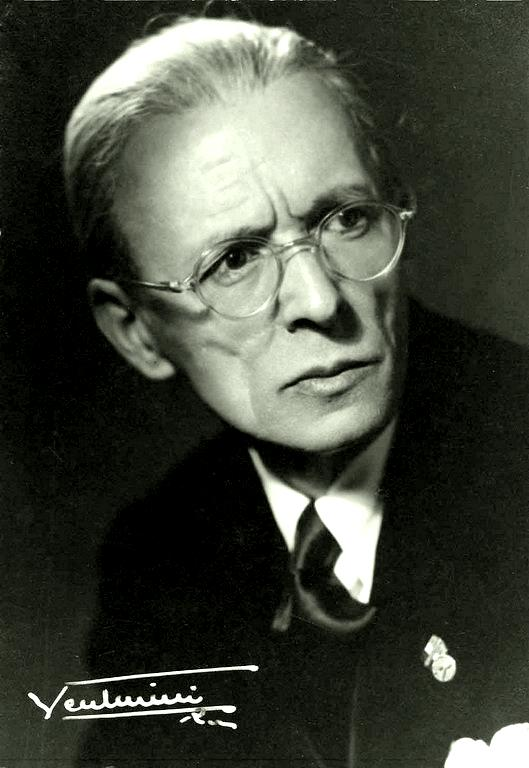
Ildebrando Pizzetti

Visszatérve Olaszországba, az I. világháború idején zongorát tanított a római Santa Cecilia Akadémián. 1927 és 1929 között ő volt a Boston Pops vezető karmestere, őt aztán Arthur Fiedler követte. Generációjának egyik legnagyobb olasz zongoravirtuóza volt. 1930-ban Arturo Bonucci (cselló) és Alberto Poltronieri (hegedű) társaságában megalakította a Trio italiano elnevezésű zongorás triót. Ez a formáció nagy sikerrel szerepelt szerte Európában és Amerikában. Alapvetően zongorista alkata és a trióval való közös játék több igen ismert kompozíciót eredményezett; ilyenek: az A Notte Alta, a Sonatina, a Nove Pezzi illetve a  Six Studies, Op. 70, zongorára. A trió koncertprogramját is gazdagította: a Sonata a Tre, illetve a Triple Concerto című alkotásaival.
Casella a legnagyobb sikerét a La Giara című balettjével érte el, amely Pirandello szövegkönyvén alapul. További híres művei: az Italia, a Concerto Romano, a Partita és a Scarlattiana zongorára és zenekarra, a hegedű- és a csellóverseny, a Paganiniana, illetve a versenymű zongorára, vonósokra, üstdobra és ütőhangszerekre.
Casella egyébként számos verset, opera librettót, dalt és kamaraművet is írt. Rabindranáth Tagore Gitanjali (Verses adakozás) című kötetének verseit (André Gide francia fordításában) felhasználva  komponálta a L'adieu à la vie (Búcsú az élettől) című darabját szoprán hangra és zongorára. Kamaraművei közül viszonylag gyakran játsszák mindkét csellószonátát, de nagyon szép a hárfaszonátája, valamint a fuvolára és zongorára írt muzsikája is. Élő felvételei is készültek az Aeolian cég Duo-Art rendszerű gépzongorájára, melyek a mai napig fennmaradtak. Ezek a gépzongora tekercsek 1923-ban készültek, Gabriele D’Annunzio és a velencei Gian Francesco Malipiero társaságában, akikkel Casella megalakította a Corporazione delle nuove musiche (Új Zenei Társaság) nevű csoportot, hogy elősegítsék a modern olasz muzsika térhódítását.
A Puccini utáni generazione dell'ottanta ('80-as generáció, melynek Casella mellett Malipiero, Respighi, Pizzetti és Alfano voltak a tagjai, ugyanis mindnyájan 1880 körül születtek), elsősorban hangszeres műveket komponáltak, semmint operákat, mint azt Puccini és zenei elődei tették. Puccini 1924-es halála után e generáció tagjai voltak az olasz zene mértékadó alakjai, és társakra találtak az irodalomban és a festészetben is. Casella, aki szenvedélyesen szerette a képzőművészetet, komoly műgyűjteményt hozott létre. A '80-as generáció-nak minden bizonnyal ő volt a „legnemzetközibb” és stílusában legnagyobb hatású képviselője, és ez nem kis részben párizsi tanulmányainak és azoknak a köröknek köszönhető, amelyekben ottani tartózkodása alatt mozgott. 1933-ban, Nápolyban létrehozta az Accademia Musicale Napoletana (Nápolyi Zeneakadémia) intézetet, a zenei kultúra (elsősorban olasz karakterének) gazdagítása céljából.
Vivaldi műveinek 20. századi újjáélesztésében is oroszlánrésze volt Casellának, aki 1939 szeptemberében, Ezra Pound költővel megszervezte a Settimana di Vivaldi (Vivaldi-hét) rendezvénysorozatot, Sienában. Vivaldi művei világszerte sikert arattak, a historikus előadásmód pedig újból a zene csillagai közé repítette őt. 1947-ben Antonio Fanna, a velencei üzletember megalapította az Istituto Italiano Antonio Vivaldi intézetet, Malipierót nevezve ki művészeti igazgatónak, azzal a szándékkal, hogy népszerűsítsék a barokk szerző muzsikáját, és hogy műveit új kiadásban jelentessék meg. Casella az itáliai barokk elődök érdekében végzett munkája folytán a 20. századi neoklasszikus zenei újjászületés központi alakja lett, de ez kompozícióira is igen jelentős hatással volt.
Vezető szerepe volt számos zeneszerző zongoraműveinek kritikai kiadásában, melyek a mai napig használatban vannak a zenei képzésben. Példák: Bach -tól a Das wohltemperierte Klavier, a francia és angol szvitek és az olasz koncertek; Beethoven 32 zongoraszonátája, Chopin számos műve (etűdök, prelűdök, balladák, nocturne-ök, keringők, fantáziák) és még sok más kiadvány. Ezek a kritikai kiadások, melyek a Ricordi és a Curci kiadónál jelentek meg, nagy hatással voltak az olasz művészek következő generációinak zenei ízlésére és előadói stílusára.
Írt egy fontos kézikönyvet a zongorajáték történeti, technikai és előadóművészeti vonatkozásairól (Il pianoforte, 1936). Önéletrajzi könyve, melynek címe: I segreti della Giara (Az agyagkorsó titkai), segít eligazodni a 20. század első évtizedeinek zenei és kulturális közegében, bár ez nem mindig egyszerű… La tecnica dell'orchestra contemporanea (A kortárs zenekari technika) címmel, Virgilio Mortare nevű szerzőtársával,  jelentős tanulmányt adott közre.
Casella híres tanítványai voltak: Clotilde Coulombe, Stefan Bardas, Maria Curcio, Domenico De' Paoli, Mario Peragallo, Francesco Mander, Maurice Ohana, Robin Orr, Primož Ramovš, Nino Rota, Maria Tipo és Camillo Togni.
Bár kezdetben lelkesedett Mussolini politikája iránt – feltehetően hitt a propagandának – később szembefordult a fasizmussal.
Casella felesége a zsidó származású Yvonne Müller volt, egy lányuk született: Fulvia. Egyik unokájuk, Daria Nicolodi és dédunokájuk, Asia Argento is színésznő. A másik unoka, Fiamma Nicolodi zenetörténész, maga is kutatta az olasz muzsikusok viszonyulását az olaszországi fasizmushoz.
Casella 1947. március 5-én, Rómában halt meg. Nevét ma zenei konzervatórium viseli: Conservatorio Alfredo Casella, L’Aquilában.

## Művei

### Zenekari művek
- Sinfonia n.1 in si minore, op.5 (1. (h-moll) szimfónia, 1905-6)
- Italia, rapsodia per grande orchestra op.11 (Itália, rapszódia zenekarra, 1909)
- Sinfonia n.2 in do minore, op.12 (2. (c-moll) szimfónia, 1908-9)
- Concerto per quartetto d'archi e orchestra op.40 (Concerto vonósnégyesre és zenekarra, 1923-1924)
- Partita per pianoforte e orchestra op.42 (Partita zongorára és zenekarra, 1924-1925)
- Concerto romano per organo, timpani, ottoni e archi op.43 (Concerto orgonára, üstdobra, rézfúvósokra és vonósokra, 1926)
- Scarlattiana per pianoforte e piccola orchestra, Op. 44 (Scarlattiana zongorára és kis zenekarra, 1926)
- Serenata per piccola orchestra, op.46b (Szerenád kis zenekarra, 1930)
- Concerto in la minore per violino e orchestra op.48 (a-moll hegedűverseny, Moszkva, 1928)
- Notturno e Tarantella per violoncello e orchestra  Op. 54 (1934)
- Introduzione, aria e toccata per orchestra op.55 (Bevezetés, ária és toccata zenekarra, Róma, 1933)
- Triplo concerto per violino, violoncello e pianoforte op.56 (Hármasverseny hegedűre, csellóra és zongorára.[15]Berlin, 1933)
- Concerto per violoncello e orchestra op.58 (Csellóverseny, 1934-1935; Róma, 1936)
- Concerto per orchestra in due tempi, op.61 (Amszterdam, 1937)
- Sinfonia n.3 op.63 (3. szimfónia, 1939-1940, Chicago)
- Paganiniana, divertimento per orchestra op.65 Paganiniana, divertimento zenekarra, (1942)
- Concerto per pianoforte, archi, timpani e batteria op.69 (Concerto zongorára, vonósokra, üstdobra és ütőhangszerekre, 1943)
- A Notte Alta per pianoforte e orchestra Op. 30bis (1921)

### Kamaraművek
- Barcarola e Scherzo per flauto e pianoforte, Op. 4 (Barcarola és scherzo fuvolára és zongorára, 1903)
- Sonata n.1 per violoncello e pianoforte, Op. 8 (1. cselló-zongora szonáta, 1906)
- Sicilienne et Burlesque per flauto e pianoforte, Op. 23 (Siciliano és burleszk fuvolára és zongorára, 1914)
- Pagine di Guerra, Op. 25 Quattro 'films' musicali per pianoforte a quattro mani (Háborús lapok, négy „film” zene, zongorára, négy kézre, 1915)
- Pupazzetti, Op. 27  Cinque Pezzi Facili per Pianoforte a Quattro Mani (Babák, öt könnyű zongoradarab négy kézre[16][17] 1915)
- Cinque pezzi per quartetto d'archi, Op. 34 (Öt darab vonósnégyesre, 1920)
- Concerto per Quartetto d'Archi, Op. 40 (Concerto vonósnégyesre, 1923-24)
- Sonata n.2 in do maggiore per violoncello e pianoforte, Op. 45 (2., C-dúr cselló-zongora szonáta, 1926)
- Minuet from `Scarlattiana' (Menüett a Scarlattianaból hegedűre és zongorára, 1926
- Serenata per Cinque Strumenti, Op. 46 (Szerenád öt hangszerre, 1927)
- Cavatina e Gavotte della `Serenata Italiana' (Cavatina és gavotte az Olasz szerenádból, hegedűre és zongorára, 1927)
- Prelude e Danza Siciliana del `La Giara' (Prelűd és szicíliai tánc a La Giara balettből, hegedűre és zongorára, 1928)
- Sinfonia per pianoforte, violoncello, clarinetto e tromba, Op. 53 (Sinfonia zongorára, csellóra, klarinétra és trombitára, 1932)
- Notturno per violoncello e pianoforte (Nocturne csellóra és zongorára, 1934)
- Tarantella per violoncello e pianoforte (Tarantella csellóra és zongorára, 1934)
- Sonata a Tre per violino violoncello e pianoforte, Op. 62 (Triószonáta hegedűre, csellóra és zongorára1938)
- Sonata per arpa, Op. 68 (Hárfaszonáta, 1943)

### Zongoraművek
- Pavane, Op. 1 (Pavane, 1902)
- Variazioni su una ciaccona, Op. 3 (Variációk egy chaconne témájára, 1903)
- Toccata, Op. 6 (Toccata, 1904)
- Sarabande, Op. 10 (Sarabande, 1908)
- Notturnino (Notturnino, 1909)
- Berceuse triste, Op. 14 (Szomorú bölcsődal, 1909)
- Barcarola, Op. 15 (Barcarola, 1910)
- À la Manière de..., Prima Serie, Op. 17 (... stílusában, első sorozat, 1911)
- À la Manière de..., Seconda Serie, Op. 17bis (... stílusában, 2. sorozat, 1914)
- Nove Pezzi, Op. 24 (Új darabok, 1914)
- Sonatina, Op. 28 (szonatina, 1916)
- A Notte Alta, Poema Musicale, Op. 30 (Késő éjszaka, zenei költemény, 1917)
- Deux Contrastes, Op. 31 (Két kontraszt, 1916-8)
- Inezie, Op. 32 (Csekélységek, 1918)
- Cocktail Dance (Koktél-tánc, 1918)
- Undici Pezzi Infantili, Op. 35 (11 darab gyermekeknek, 1920)
- Due Canzoni Popolari Italiane, Op. 47 (1928)
- Due Ricercari sul nome B-A-C-H, Op. 52 (Két ricercar B-A-C-H nevére, 1932)
- Sinfonia, Arioso e Toccata, Op. 59 (Sinfonia, arioso és toccata, 1936)
- Ricercare sul Nome Guido M. Gatti (Ricercar Guido M. Gatti nevére, 1942)
- Studio Sulle Terze Maggiori (Tanulmány nagytercre, 1942)
- Sei Studi, Op. 70 (Hat tanulmány, 1942–44)
- Trois Pieces pour Pianola, (Három darab gépzongorára, 1921 előtt)

### Vokális művek
- Nuageries (A felhők játéka, Jean Richepin versére, 1903)
- Five Songs, Op. 2 (Öt dal, 1902)
- La Cloche Fêlée, Op. 7 (A törött harang, Charles Baudelaire versére,1904)
- Trois Lyriques, Op. 9 (Három vers, Albert Samain, Charles Baudelaire, Paul Verlaine 1905)
- Sonnet, Op. 16 (Szonett, Pierre de Ronsard versére, 1910)
- Cinque Frammenti Sinfonici per Soprano ed Orchestra da Le Convent sur l'Eau (Il Convento Veneziano), Op. 19 (Öt szimfonikus töredék szopránra és zenekarra, a Velencei kolostor témáira, 1912-14)
- Notte di Maggio, Op. 20 (Májusi éjszaka, énekhangra és zenekarra, 1913)
- Due Canti, Op. 21 (Két dal, 1913)
- Deux Chansons Anciennes, Op. 22 (Két régi dal, 1912)
- L'Adieu à la Vie, Op. 26 (Búcsú az élettől, énekhangra és zongorára, 1915)
- L'Adieu à la Vie, Quattro Liriche Funebri per Soprano ed Orchestra da Camera dal `„Gitanjali” di R. Tagore [Trans. A. Gide], Op. 26bis (Búcsú az élettől, négy gyászdal Rabindranáth Tagore verseire a „Gitanjali” kötetből, André Gide fordításában, szoprán hangra, és kamarazenekarra, 1915/26)
- Tre Canzoni Trecentesche, Op. 36 (Három 14. századi dal, Cino da Pistoia (1270-1336) verseire, 1923)
- La Sera Fiesolana, Op. 37 (Fiesolei este, Gabriele D’Annunzio versére, énekhangra és zongorára, 1923)
- Quattro Favole Romanesche, Op. 38 (Négy római mese, Carlo Alberto Salustri, írói álnevén: Trilussa szövegére,[18] 1923]
- Due Liriche, Op. 39 (Két vers, énekhangra és zongorára, 1923)
- Tre Vocalizzi (Három vocalise, énekhangra és zongorára, 1929)
- Tre Canti Sacri, Op. 66 (Három szent ének, baritonra és orgonára, 1943)
- Tre Canti Sacri, Op. 66bis (Három szent ének, baritonra és kis zenekarra, 1943)
- Missa Solemnis Pro Pace, Op. 71 (Ünnepi mise a békéért, szólóénekesekre, kórusra és zenekarra, 1944)

### Színpadi művek
- Le Couvent sur l'Eau (Il Convento Veneziano), Op. 18 (Kolostor a vízen/A velencei kolostor, balett Jean-Louis Vaudoyer műve alapján, 1912-13)
- La Giara, Op. 41 balett, (Az agyagkorsó, Luigi Pirandello műve nyomán, 1924)
- La Donna Serpente, Op. 50 (A kígyónő, opera C.V. Ludovici librettójára, Carlo Gozzi nyomán, 1928-1931)
- La Favola d'Orfeo, Op. 51 (Orpheusz története, kamaraopera Corrado Pavolini librettójára, Angelo Ambrogini Poliziano nyomán, 1932)
- Il Deserto Tentato, Op. 60 (A sivatag megkísértése, misztériumjáték egy felvonásban Corrado Pavolini librettójára, 1937)
- La Camera dei Disegni (Balletto per Fulvia), Op. 64 (Az ellopott képeskönyv, balett Fulviának/gyermekbalett, 1940)
- La Rosa del Sogno, Op. 67 (Az álombéli rózsa, balett – részben a Paganiniana alapján, 1943)

### Írásai
- The Evolution of Music Throughout the History of the Perfect Cadence (London, 1924)
- Igor Strawinsky (Róma, 1926)
- 21 + 26, an Autobiography (Róma, 1931)[19]
- Il Pianoforte (Rome-Milan, 1937)
- La Tecnica dell'Orchestra Contemporanea (Róma és New York, 1950)
- I Segreti della Giara, Original Italian Edition of Casella's Autobiography (Firenze, 1941)
- Music in My Time, Autobiography, English Edition by Spencer Norton (Norman, Oklahoma, 1955)
- továbbá számos cikk a zenei folyóiratokban.

## Fordítás
- Ez a szócikk részben vagy egészben  az   Alfredo Casella című angol Wikipédia-szócikk ezen változatának fordításán alapul.  Az eredeti cikk szerkesztőit annak laptörténete sorolja fel. Ez a jelzés csupán a megfogalmazás eredetét és a szerzői jogokat jelzi, nem szolgál a cikkben szereplő információk forrásmegjelöléseként.
- Ez a szócikk részben vagy egészben  az   Alfredo Casella című olasz Wikipédia-szócikk ezen változatának fordításán alapul.  Az eredeti cikk szerkesztőit annak laptörténete sorolja fel. Ez a jelzés csupán a megfogalmazás eredetét és a szerzői jogokat jelzi, nem szolgál a cikkben szereplő információk forrásmegjelöléseként.